# Modeste Goulet
Pour les articles homonymes, voir Goulet.
Octave Modeste Goulet, né le 7 avril 1851 à Jonchery-sur-Suippe (Marne) et mort le 27 juillet 1928 à Reims, est un entrepreneur rémois qui a été parmi les pionniers en France dans le développement des sociétés à succursales en créant la société Goulet-Turpin. À son décès en 1928, la société comptait plus de 500 succursales.

## Biographie
Octave Modeste Goulet est né à Jonchery-sur-Suippe le 7 avril 1851 et mort à Reims le 27 juillet 1928. Il est le fils de Jean Baptiste Goulet, peigneur de laine, et de Marie Lucie Remy. Il épousa à Reims, en 1874, Eugénie Angélique Turpin (1856-1922). Ensemble, ils auront trois garçons, Joseph, Eugène et Louis qui entreront dans l’entreprise de leurs parents.
Il fut apprenti épicier avant de se mettre à son compte en louant, en 1874, son premier magasin.
En 1880, il achète un magasin qu'il appelle Goulet-Turpin, de son nom et celui de son épouse pour éviter la confusion avec la maison de champagne Georges Goulet sans aucun lien familial ou professionnel.
Il installe la première succursale à Montaigu (Aisne).
Le nombre de succursales passe à 2 en 1886, en s'installant à Gennevilliers. En 1890 il y en a 22.
En 1900, Modeste Goulet crée la Société Anonyme des Établissements Goulet-Turpin dont le siège est 9 rue de Courcelles à Reims.
En 1900, le nombre de succursales passe à 49, puis en 1914 à 304. Mais, à la fin de la guerre, il n’y en a plus que 7 qui fonctionnent. En effet l'enseigne est installée en particulier dans l'Aisne, la Marne et les Ardennes, départements largement détruits par la Première Guerre mondiale. Mais la reconstruction est rapide, et en 1928, plus de 500 magasins portent cette enseigne.
Modeste Goulet repose au Cimetière du Nord de Reims.

### Hommage
A Reims, une rue est baptisée en 1991 au nom de Modeste Goulet.

### Décoration
- Chevalier de la Légion d'honneur par décret du 26 août 1926[2].

### Site
http://www.leroy-goulet-turpin.com/index.php?p=histoire